# Calificările la scrimă pentru Jocurile Olimpice de vară din 2008
Calificare la scrimă la Jocurile Olimpice de vară din 2008 s-a decis în perioada 1 mai 2007–31 mai 2008. 212 de scrimeri au participat la zece probe.

## Probe
Federația Internațională de Scrimă fiind alocată doar zece probe de Comitetul Olimpic Internațional, două concursuri pe echipe sunt scoase de la programul la fiecare olimpiadă din 2004. La această ediție a fost vorba de floreta masculin pe echipe și de spada feminin pe echipe, care au concurat la Campionatul Mondial din 2008, organizat și el la Beijing în luna aprilie.

## Sistem de calificare
În cazul armelor care s-au disputat fără proba pe echipe, adică floreta masculin pe echipe și de spada feminin pe echipe, s-au calificat:
- primele 8 sportivi din clasamentul oficial ajustat (COA) individual;
- primele 8 sportivi din COA zonal la individual (câte doi pentru Europa, doi pentru Americile, doi pentru Asia-Oceania, unu pentru Africa) câte unul pentru fiecare țară;
- 8 sportivi calificați prin turnee zonale de calificare, deschise doar țarilor fără sportiv calificat prin unu dintre criteriile precedente, câte unul pentru fiecare țară și la fiecare armă.

O țară nu a putut în nici un caz să califice mai mult de doi sportivi la fiecare armă.
În cazul armelor care s-au disputat cu proba pe echipe, ss-au calificat:
- pe echipe:
  - primele patru țări din COA pe echipe (câte trei sportivi pentru fiecare echipă);
  - cea mai bine clasată țară din fiecare zonă.
- la individual:
  - cei 24 sportivi calificați pe echipe;
  - primele 3 sportivi din clasamentul oficial ajustat (COA) individual;
  - primele 7 sportivi din COA zonal la individual (câte doi pentru Europa, doi pentru Americile, doi pentru Asia-Oceania, unu pentru Africa) câte unul pentru fiecare țară;
  - cinci calificați prin turnee zonale de calificare (a se vedea mai sus).

O țară nu a putut în nici un caz să califice mai mult de trei sportivi la fiecare armă.

## Calificare individuală

### Armele cu probă pe echipe
COA       COA zonal       Turneu de calificare       Locuri reatribuite       Înlocuire după renunțare

#### Floretă feminin
| Nume                   | Țară          | Mod de calificare |
| ---------------------- | ------------- | ----------------- |
| Nam Hyun-hee           | Coreea de Sud | COA               |
| Cristina Stahl         | România       | COA               |
| Delila Hatuel          | Israel        | COA               |
| Sugawara Chieko        | Japonia       | COA (Asia)        |
| Jung Gil-ok            | Coreea de Sud | COA (Asia)        |
| Corinne Maitrejean     | Franța        | COA (Europa)      |
| Mariana González       | Venezuela     | COA (America)     |
| Olha Leleiko           | Ucraina       | COA (Europa)      |
| Inès Boubakri          | Tunisia       | COA (Africa)      |
| Jujie Luan             | Canada        | COA (America)     |
| Joanne Halls           | Australia     | Turneu (Asia)     |
| Sandra Kleinberger     | Austria       | Turneu (Europa)   |
| Debora Nogueira        | Portugalia    | Turneu (Europa)   |
| Misleydis Compañy La O | Cuba          | Turneu (America)  |
| Anissa Khelfaoui       | Algeria       | Turneu (Africa)   |

#### Spadă masculin
| Nume               | Țară                       | Mod de calificare |
| ------------------ | -------------------------- | ----------------- |
| José Luis Abajo    | Spania                     | COA               |
| Bas Verwijlen      | Țările de Jos              | COA               |
| Joaquim Videira    | Portugalia                 | COA               |
| Weston Kelsey      | Statele Unite ale Americii | COA (America)     |
| Michael Kauter     | Elveția                    | COA (Europa)      |
| Anton Avdeev       | Rusia                      | COA (Europa)      |
| Wang Lei           | China                      | COA (Asia)        |
| Ahmed Nabil        | Egipt                      | COA (Africa)      |
| Igor Tikhomirov    | Canada                     | COA (America)     |
| Nishida Shogo      | Japonia                    | COA (Asia)        |
| Paris Inostroza    | Chile                      | Turneu (America)  |
| Nikolai Novosjolov | Estonia                    | Turneu (Europa)   |
| Sturla Torkildsen  | Norvegia                   | Turneu (Europa)   |
| Serghei Kaciurin   | Kârgâzstan                 | Turneu (Asia)     |
| Aissam Rami        | Maroc                      | Turneu (Africa)   |

#### Sabie masculin
| Nume                | Țară          | Mod de calificare  |
| ------------------- | ------------- | ------------------ |
| Nicolas Limbach     | Germania      | COA                |
| Mihai Covaliu       | România       | COA                |
| Jorge Pina          | Spania        | COA                |
| Jaime Marti         | Spania        | COA (Europa)       |
| Oh Eun-sook         | Coreea de Sud | COA (Asia)         |
| Rareș Dumitrescu    | România       | COA (Europa)       |
| Wiradech Kothny     | Thailanda     | COA (Asia)         |
| Carlos Bravo        | Venezuela     | COA (America)      |
| Renzo Agresta       | Brazilia      | COA (America)      |
| Marcin Koniusz      | Polonia       | COA (Europa)       |
| Abudlaye Thiam      | Senegal       | COA (Africa)       |
| Mamadou Keita       | Senegal       | Turneu             |
| Philippe Beaudry    | Canada        | Turneu             |
| Ogawa Satoshi       | Japonia       | Turneu             |
| Alexander O'Connell | Regatul Unit  | Turneu             |
| Julien Ouedraogo    | Burkina Faso  | Locuri reatribuite |

#### Sabie feminin
| Nume                 | Țară             | Mod de calificare |
| -------------------- | ---------------- | ----------------- |
| Gioa Marzocca        | Italia           | COA               |
| Kim Keum-hwa         | Coreea de Sud    | COA               |
| Orsolya Nagy         | Ungaria          | COA               |
| Lee Shin-mi          | Coreea de Sud    | COA (Asia)        |
| Chow Tsz Ki          | Hong Kong, China | COA (Asia)        |
| Ilaria Bianco        | Italia           | COA (Europa)      |
| Alexandra Bujdoso    | Germania         | COA (Europa)      |
| Azza Besbes          | Tunisia          | COA (Africa)      |
| Alejandra Benítez    | Venezuela        | COA (America)     |
| Angelica Larios      | Mexic            | COA (America)     |
| Hisagae Madoka       | Japonia          | Turneu            |
| Mailyn González Pozo | Cuba             | Turneu            |
| Araceli Navarro      | Spania           | Turneu            |
| Nafi Toure           | Senegal          | Turneu            |
| Siobhan Byrne        | Irlanda          | Turneu            |

### Armele fără probă pe echipe

#### Floretă masculin
| Nume                     | Țară                       | Mod de calificare  |
| ------------------------ | -------------------------- | ------------------ |
| Andrea Baldini           | Italia                     | COA                |
| Peter Joppich            | Germania                   | COA                |
| Salvatore Sanzo          | Italia                     | COA                |
| Erwann Le Péchoux        | Franța                     | COA                |
| Benjamin Kleibrink       | Germania                   | COA                |
| Yuki Ota                 | Japonia                    | COA                |
| Lei Sheng                | China                      | COA                |
| Zhu Jun                  | China                      | COA                |
| Mostafa Nagaty           | Egipt                      | COA (Africa)       |
| Gerek Meinhardt          | Statele Unite ale Americii | COA (Americii)     |
| Joshua McGuire           | Canada                     | COA (Americii)     |
| Kenta Chida              | Japonia                    | COA (Asia)         |
| Choi Byung-chul          | Coreea de Sud              | COA (Asia)         |
| Tomer Or                 | Israel                     | COA (Europa)       |
| Sławomir Mocek           | Polonia                    | COA (Europa)       |
| Brice Guyart             | Franța                     | COA (Europa)       |
| Javier Menéndez          | Spania                     | Turneu (Europa)    |
| Roland Schlosser         | Austria                    | Turneu (Europa)    |
| Virgil Sălișcan          | România                    | Turneu (Europa)    |
| João Antônio Souza       | Brazilia                   | Turneu (Americii)  |
| Alberto González Viaggio | Argentina                  | Turneu (Americii)  |
| Lau Kwok Kin             | Hong Kong, China           | Turneu (Asia)      |
| Nontapat Panchan         | Thailanda                  | Turneu (Asia)      |
| Lahoussine Ali           | Maroc                      | Turneu (Africa)    |
| Richard Kruse            | Regatul Unit               | Locuri reatribuite |

#### Spadă feminin
| Nume                  | Țară                       | Mod de calificare |
| --------------------- | -------------------------- | ----------------- |
| Li Na                 | China                      | COA               |
| Britta Heidemann      | Germania                   | COA               |
| Emese Szász           | Ungaria                    | COA               |
| Laura Flessel-Colovic | Franța                     | COA               |
| Hajnalka Kiraly-Picot | Franța                     | COA               |
| Tatiana Logunova      | Rusia                      | COA               |
| Zhong Weiping         | China                      | COA               |
| Imke Duplitzer        | Germania                   | COA               |
| Sherraine Schalm      | Canada                     | COA (America)     |
| Kelley Hurley         | Statele Unite ale Americii | COA (America)     |
| Ildikó Mincza-Nébald  | Ungaria                    | COA (Europa)      |
| Ana Maria Brânză      | România                    | COA (Europa)      |
| Liubov Șutova         | Rusia                      | COA (Europa)      |
| Jung Hyo-jung         | Coreea de Sud              | COA (Asia)        |
| Amber Parkinson       | Australia                  | COA (Asia)        |
| Aya El Sayed          | Egipt                      | COA (Africa)      |
| Iana Șemiakina        | Ucraina                    | Turneu (Europa)   |
| Noam Mills            | Israel                     | Turneu (Europa)   |
| Sophie Lamon          | Elveția                    | Turneu (Europa)   |
| Jesika Jiménez        | Panama                     | Turneu (Americii) |
| María Martínez        | Venezuela                  | Turneu (Americii) |
| Megumi Harada         | Japonia                    | Turneu (Asia)     |
| Yeung Chui Ling       | Hong Kong, China           | Turneu (Asia)     |
| Hadia Bentaleb        | Algeria                    | Turneu (Africa)   |
| Emma Samuelsson       | Suedia                     | Loc reatribuit    |

## Calificare pe echipe
COA       COA zonal       Locuri reatribuite       Înlocuire după renunțare

### Floretă feminin
| Țară                       | Mod de calificare |
| -------------------------- | ----------------- |
| Rusia                      | COA               |
| Polonia                    | COA               |
| Ungaria                    | COA               |
| Italia                     | COA               |
| Egipt                      | COA (Africa)      |
| Statele Unite ale Americii | COA (America)     |
| China                      | COA (Asia)        |
| Germania                   | COA (Europa)      |

### Spadă masculin
| Țară          | Mod de calificare |
| ------------- | ----------------- |
| Franța        | COA               |
| Ungaria       | COA               |
| Italia        | COA               |
| Polonia       | COA               |
| Africa de Sud | COA (Africa)      |
| Venezuela     | COA (America)     |
| Coreea de Sud | COA (Asia)        |
| Ucraina       | COA (Europa)      |
| China         | Gazdă             |

### Sabie masculin
| Țară                       | Mod de calificare |
| -------------------------- | ----------------- |
| Franța                     | COA               |
| Ungaria                    | COA               |
| Belarus                    | COA               |
| Rusia                      | COA               |
| Egipt                      | COA (Africa)      |
| Statele Unite ale Americii | COA (America)     |
| China                      | COA (Asia)        |
| Italia                     | COA (Europa)      |

### Sabie feminin
| Țară                       | Mod de calificare |
| -------------------------- | ----------------- |
| Rusia                      | COA               |
| Polonia                    | COA               |
| Ungaria                    | COA               |
| Italia                     | COA               |
| Egipt                      | COA (Africa)      |
| Statele Unite ale Americii | COA (America)     |
| China                      | COA (Asia)        |
| Germania                   | COA (Europa)      |